# Pinet (Hérault)
Pinet é uma comuna francesa na região administrativa da Occitânia, no departamento de Hérault. Estende-se por uma área de 8.83 km², e possui 1.825 habitantes, segundo o censo de 2018, com uma densidade de 210 hab/km².